# ایست فوت‌هیلس (سن‌خوزه)
ایست فوتیلس (به انگلیسی: East Foothills) یک منطقهٔ مسکونی در ایالات متحده آمریکا است که در شهرستان سانتا کلارا، کالیفرنیا واقع شده‌است. ایست فوتیلس ۵٫۹۱۳ کیلومتر مربع مساحت و ۸٬۲۶۹ نفر جمعیت دارد و ۱۰۷ متر بالاتر از سطح دریا واقع شده‌است.